# Elite One 2024-2025
La Elite One 2024-2025 è stata la 65ª edizione della massima serie del campionato di calcio del Camerun. La stagione è iniziata il 7 dicembre 2024 ed è terminata il 6 luglio 2025. Il Victoria United era la squadra campione in carica, avendo vinto il suo primo titolo nell'edizione precedente.
Il campionato è stato vinto dal Colombe Sportive, campione nazionale per la prima volta.

## Stagione

### Novità
Dalla stagione precedente sono stati retrocessi UMS de Loum, Fovu Baham, Avion Academy e APEJES Academy, ultime classificate del gruppo retrocessione. Al loro posto dalla Elite Two sono stati promossi Fauve Azur e Panthère du Ndé.

### Formula
Il campionato ha subito una riforma rispetto alla stagione precedente, passando da due gironi (composti da un totale di 19 squadre) a un girone unico con 16 partecipanti. Le 16 squadre giocano andata e ritorno, per un totale di 30 giornate, al termine delle quali la prima classificata è campione del Camerun e ottiene la qualificazione per la CAF Champions League 2025-2026. Le ultime quattro classificate sono retrocesse invece in Elite Two. 

## Squadre partecipanti
| Squadra              | Città     | Stagione precedente         |
| -------------------- | --------- | --------------------------- |
| Aigle Royal Menoua   | Dschang   | 5° in Elite One - Girone A  |
| Bamboutos            | Mbouda    | 8° in Elite One - Girone A  |
| Canon Yaoundé        | Yaoundé   | 6° nel Gruppo Scudetto      |
| Colombe Sportive     | Yaoundé   | 4° nel Gruppo Scudetto      |
| Cotonsport Garoua    | Garoua    | 2° nel Gruppo Scudetto      |
| Dynamo Douala        | Douala    | 8° nel Gruppo Scudetto      |
| Fauve Azur           | Yaoundé   | Elite Two                   |
| Fortuna Mfou         | Yaoundé   | 9° in Elite One - Girone A  |
| Gazelle              | Garoua    | 7° nel Gruppo Scudetto      |
| Les Astres           | Douala    | 10° in Elite One - Girone A |
| Panthère du Ndé      | Bangangté | Elite Two                   |
| PWD Bamenda          | Bamenda   | 7° in Elite One - Girone A  |
| Stade Renard         | Melong    | 3° nel Gruppo Scudetto      |
| Union Douala         | Douala    | 6° in Elite One - Girone A  |
| Victoria United      | Limbe     | Campione del Camerun        |
| Young Sports Academy | Bamenda   | 5° nel Gruppo Scudetto      |

## Classifica
|                    | Pos. | Squadra                 | Pt | G  | V  | N  | P  | GF | GS | DR  |
| ------------------ | ---- | ----------------------- | -- | -- | -- | -- | -- | -- | -- | --- |
| Camerun (bandiera) | 1.   | Colombe Sportive        | 62 | 30 | 19 | 8  | 3  | 41 | 15 | +26 |
|                    | 2.   | Panthère du Ndé         | 55 | 30 | 16 | 7  | 7  | 36 | 23 | +13 |
|                    | 3.   | Gazelle                 | 53 | 30 | 15 | 8  | 7  | 52 | 32 | +20 |
|                    | 4.   | Cotonsport Garoua       | 52 | 30 | 14 | 10 | 6  | 40 | 29 | +11 |
|                    | 5.   | Stade Renard            | 43 | 30 | 12 | 7  | 9  | 33 | 24 | +9  |
|                    | 6.   | Victoria United         | 42 | 30 | 12 | 6  | 12 | 46 | 49 | -3  |
|                    | 7.   | Canon Yaoundé           | 41 | 30 | 11 | 8  | 11 | 35 | 30 | +5  |
|                    | 8.   | PWD Bamenda             | 39 | 30 | 8  | 15 | 7  | 33 | 31 | +2  |
|                    | 9.   | Fauve Azur              | 39 | 30 | 11 | 6  | 13 | 29 | 27 | +2  |
|                    | 10.  | Dynamo Douala           | 38 | 30 | 10 | 8  | 12 | 31 | 33 | -2  |
|                    | 11.  | Fortuna Mfou            | 37 | 30 | 10 | 7  | 13 | 35 | 36 | -1  |
|                    | 12.  | Aigle Royal Menoua (-3) | 36 | 30 | 11 | 6  | 13 | 30 | 30 | 0   |
|                    | 13.  | Bamboutos (-3)          | 36 | 30 | 10 | 9  | 11 | 27 | 29 | -2  |
|                    | 14.  | Les Astres              | 35 | 30 | 10 | 5  | 15 | 31 | 42 | -11 |
|                    | 15.  | Union Douala            | 22 | 30 | 5  | 7  | 18 | 17 | 46 | -29 |
|                    | 16.  | Young Sports Academy    | 16 | 30 | 3  | 7  | 20 | 15 | 55 | -40 |

Legenda
      Campione del Camerun e ammessa alla CAF Champions League 2025-2026.
      Retrocessa in Elite Two 2025-2026.
Note:
Tre punti a vittoria, uno a pareggio, zero a sconfitta.
Il Bamboutos ha scontato 3 punti di penalizzazione per mancata presentazione alla ventesima giornata.
L'Aigle Royal Menoua ha scontato 3 punti di penalizzazione per mancata presentazione alla ventiduesima giornata.
Il Young Sport Academy è stato retrocesso a tavolino dopo la ventisettesima giornata per ripetute mancate presentazioni e le sue gare rimanenti sono state considerate sconfitte a tavolino.